# ヴォイスプリント・レコード
ヴォイスプリント・レコード（Voiceprint Records）は、イギリスに拠点を置くレコード・レーベルで、1990年にロブ・エイリング（Rob Ayling）によって設立された。古いマテリアル、特にプログレッシブ・ロックを再リリースすることを専門としていたが、ヴォイスプリントや他の名義の下で、新しい作品のリリースも行っていた。
持株会社であったZeit Distributionが、2010年に倒産。その年のうちに、フェニックス・カンパニー（倒産により他の会社が崩壊したことから生まれた商業団体）であるGonzo Multimediaに置き換えられた。新会社はより広い権限を持ち、はるかに広い範囲の音楽をリリースしている。

## レーベル
ヴォイスプリントはいくつか傘下のレコード・レーベルを運営しており、その中にはシングル・バンドや関連アーティストのセットを含むものも含まれている。主なヴォイスプリント傘下のレーベルには、ブループリント（Blueprint）、オール・セインツ（All Saints）、リサージェンス（Resurgence）がある。

## アーティスト
ヴォイスプリントの最初のリリースはデヴィッド・アレンのアルバム『The Australian Years』である。 同社がレコーディングを発表した他の多くのアーティストの中には、ティム・ブレイク、レナード・コーエン、ザ・フォール（1997年にヴォイスプリントによってCog Sinisterレーベルが買収された）、フィッシュ、ゴング、ホークウインド、スティーヴ・ヒレッジ、パトリック・モラーツ、アンソニー・フィリップス、セオ・トラヴィス、リック・ウェイクマン、そしてイエスがいる。
同社はまた、クラシック音楽や関連ドキュメンタリーも発売した。